# سی‌جی گیبسن
سی‌جی گیبسن (انگلیسی: CJ Gibson؛ زاده ۳۰ نوامبر ۱۹۸۳) یک بازیگر و مانکن اهل آمریکا است.